# ムーンバートン

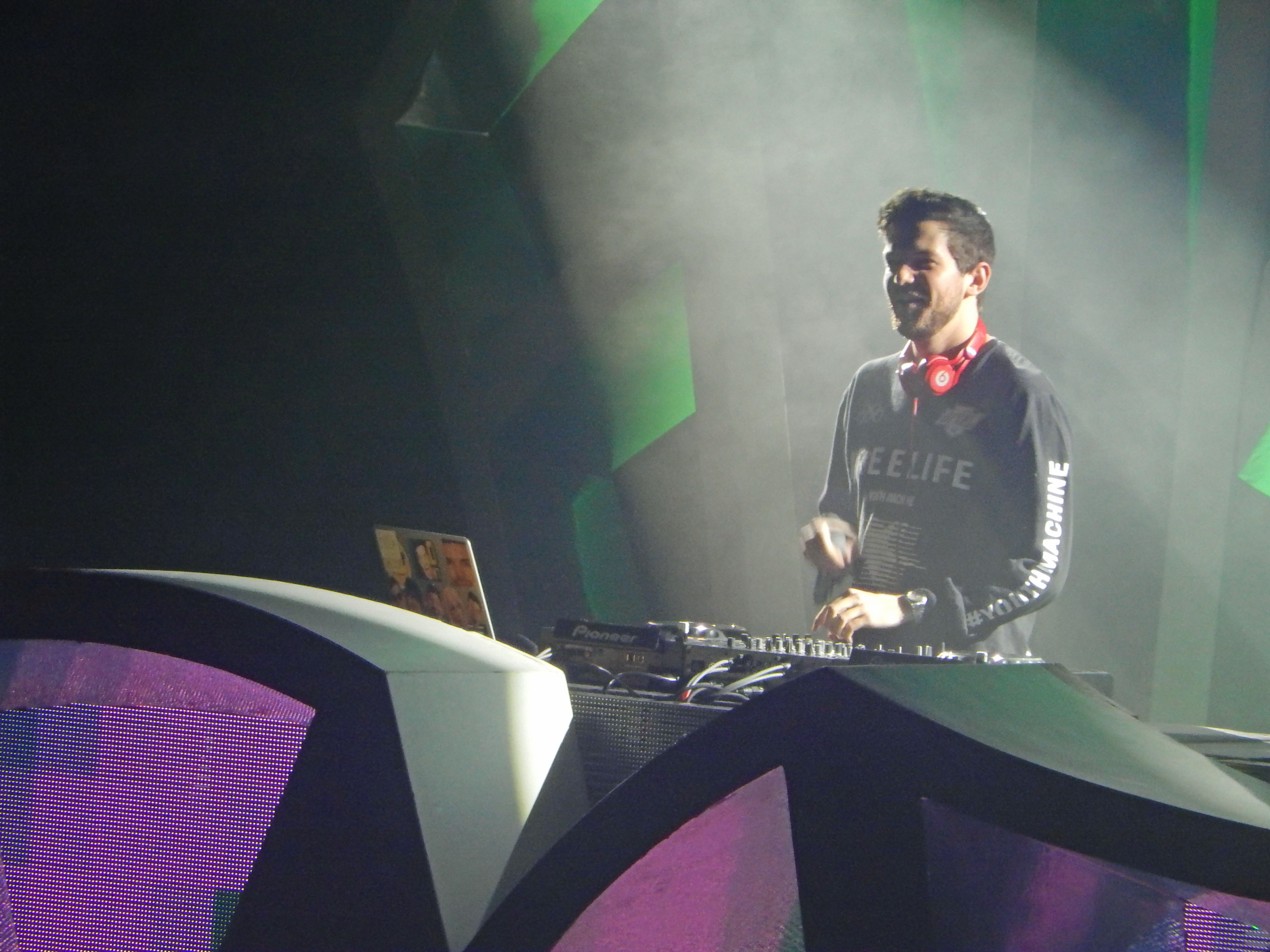
ディロン・フランシスはムーンバートンの最も人気なアーティストの一人である

ムーンバートン (Moombahton) は、エレクトロニック・ダンス・ミュージックの一種である。主にチョップド・アンド・スクリュードの手法を使用している。
日本ではこの項目どおり「ムーンバートン」と呼ばれることが多いが、提案者Dave Nadaによると、ムー（ン）バトンという発音が日本読みでは一番近いと思われる。

## 概要
Silvio Ecomo & DJ Chuckieの「Moombah (Afrojack remix)」のBPMを108まで下げたことがそもそもの始まりであり、そのBPMがレゲトンと酷似しているため、MoombahとReggaetonを組み合わせ、Moombahtonと命名した。
アメリカ・ワシントンD.C.のDJ・トラックメイカー、Dave Nadaが開発したその新しいスタイルは注目を集め、2010年3月にはSydney Samsonの「riverside」のムーンバートンリミックスを含む5トラックをEPとしてリリースした。
またこのムーブメントに早期から参加する動きを見せていたのはMunchi、David Heartbreakの二人であり、彼らはダブステップなどの作品を作りながらもムーンバートンのトラックを各自で製作し、ついに共同でEP「Fuck H&M」を創り上げた。
それとほぼ同時に今度はDJ A-Macが「Heads Will Roll (A-Mac Moombahton Edit)」を発表した。
日本での火付け役はblogで紹介していたKAN TAKAHIKO、FYS aka BINGOの両氏である。

## 派生
ダブステップとグライム、ドラムンベースとジャングルが親和性が高いように、レゲトンとも親和性が高いためドン・オマールやショーン・ポールをムーンバートンにリミックスしたトラックもしばしば見られる。レゲトンはヒップホップの影響を受けて生み出された音楽であり、ムーンバートンもヒップホップから派生したトラップの要素（ハイハットの連続音など）を取り入れることもある。
また源流はAfrojack、Chuckieなどに代表されるダッチハウスであるが、
ここ最近のベース・ミュージックのムーブメントもあり、Rusko、Doctor Pなどによるブロステップも積極的にムーンバートンにリミックスされている。
最近ではDavid HeartbreakがMoombahsoulという新しいジャンルを確立している。
分化したジャンルとしては、Moombahcoreがある。